# Julian Sokołowski
Julian Sokołowski (ur. 23 stycznia 1932 w Nadolanach, zm. 26 listopada 2004 w Krakowie) – polski geolog naftowy, profesor zwyczajny w Instytucie Gospodarki Surowcami Mineralnymi i Energią Polskiej Akademii Nauk w Krakowie oraz na Wydziale Biologii i Nauk o Ziemi Uniwersytetu Łódzkiego w Łodzi.

## Życiorys
Urodził się 23 stycznia 1932 w Nadolanach jako syn Kazimierza i Jadwigi z domu Lenio. W 1950 zdał egzamin dojrzałości Liceum Ogólnokształcącym Męskim w Sanoku. Ukończył studia w Akademii Górniczo-Hutniczej w Krakowie, uzyskując w 1955 dyplom magistra inżyniera geologii. Był uczniem prof. Juliana Tokarskiego. W 1964 uzyskał na AGH w Krakowie stopień doktora nauk technicznych. W 1967 również na AGH w Krakowie uzyskał stopień doktora habilitowanego nauk technicznych, a w 1980 tytuł profesora nauk przyrodniczych w Instytucie Geologicznym w Warszawie.
W latach 1955–1956 pracował jako inżynier geolog w Kopalnictwie Naftowym w Sanoku. W latach 1956–1962 był zatrudniony w Przedsiębiorstwie Poszukiwań Naftowych w Pile, najpierw jako kierownik Pracowni Dokumentacji Geologicznej (1956–1961), a następnie jako kierownik Działu Geologii Ruchowej (1961–1962). W 1962 przeniósł się do Warszawy, do Biura Dokumentacji i Projektów Geologicznych Zjednoczenia Przemysłu Naftowego, gdzie pracował do 1966 na stanowisku kierownika Działu Geologii Niżu (przemienionego w 1965 na Dział Geologii Strukturalnej).
W czasie pracy w przedsiębiorstwach polskiego przemysłu naftowego opisał rdzenie wiertnicze z kilkuset otworów geologicznych i poszukiwawczych, wykonanych przede wszystkim na Niżu Polskim (m.in. w rejonie Gopła, Mogilna, Trzemżala, Damasławka, Szamotuł, Drawna, Chojnic, Płońska, Pułtuska, Siedlec, Annopola, Radomska, Bełchatowa, Bogdaja-Uciechowa, Rawicza, Nowej Soli, Rybaków, Krosna Odrzańskiego, Świebodzina, Trzebieży).
Opisał m.in. wpływ plastycznych utworów solnych cechsztynu na ukształtowanie tektoniki pokrywy osadowej wybranych obszarów Niżu Polskiego oraz mechanizmu powstawania i rozwoju struktur halokinetycznych i halotektonicznych oraz ich wpływu na formowanie się złóż ropy naftowej i gazu ziemnego. Brał też udział w wydzieleniu regionalnych jednostek geologiczno-poszukiwawczych Polski I, II, III i IV rzędu, przy opracowaniu oceny perspektyw złożowych poszczególnych jednostek geologiczno-poszukiwawczych, a także przy konstrukcji map geologiczno-strukturalnych Polski w skali 1:500 000 i tektonicznych Polski w skali 1:1000 000, na podstawie wyników badań geofizycznych i wiertniczych.
W latach 1966–1985 pracował w Instytucie Geologicznym w Warszawie, najpierw na stanowisku Zastępcy Dyrektora ds. Geologii Strukturalnej (1966–1971), następnie kierownika Pracowni Geodynamiki i Geosynoptyki (1971–1979). W latach 1979–1981 był kierownikiem Oddziału Karpackiego Instytutu Geologicznego w Krakowie. W 1981 powrócił do Warszawy, obejmując stanowisko kierownika Zespołu Instytutu Geologicznego ds. Wyznaczania Nowych Stref do Poszukiwań Węglowodorów. Stanowisko to sprawował do 1985.
Podczas pracy w Instytucie Geologicznym kierował opracowaniem m.in. atlasów geostrukturalno-naftowo-gazowych oraz geosynoptycznych Polski. Stworzył też nową dziedzinę wiedzy zwaną geosynoptyką, umożliwiającą efektywniejsze prognozowanie przebiegu procesów geologicznych, opracowując m.in. zasady interpretacji zdjęć satelitarnych dla potrzeb geologii naftowej, geodynamiki, geosynoptyki i geotermii, a także system cyfrowego zapisu i przetwarzania danych geosynoptycznych.
W latach 1986–2004 pracował w Polskiej Akademii Nauk, w Krakowie. W latach 1986–1987 był kierownikiem Pracowni Geosynoptyki w Zakładzie Podstaw Gospodarki Surowcami Mineralnymi i Energią PAN; w latach 1987–1990 kierownikiem Zakładu Geosynoptyki Kopalin i Energii w Centrum Podstawowych Problemów Gospodarki Surowcami Mineralnymi i Energią PAN; w latach 1990–1995 kierownikiem Zakładu Geosynoptyki i Geotermii w Centrum PPGSMiE PAN, a od 1995 do 2004 – kierownikiem Pracowni Geosynoptyki i Geotermii Instytutu Gospodarki Surowcami Mineralnymi i Energią PAN. Jednocześnie, w latach 1987-1995 był pełnomocnikiem CPPGSMiE PAN ds. budowy Doświadczalnego Zakładu Geotermalnego w Bańskiej-Białym Dunajcu.
Podczas pracy w Polskiej Akademii Nauk w Krakowie kierował opracowaniem pierwszej oceny zasobów energii geotermicznej złóż w Polsce do głębokości 3000 m, 5000 m i 7000 m oraz metodyki eksploatacji energii geotermalnej. Kierował też przygotowaniem projektu i budową pierwszego w Polsce zakładu geotermalnego w Bańskiej-Białym Dunajcu. Zespół jego przygotował również projekty zakładów geotermalnych w Szczecinie, Żyrardowie, Skierniewicach, Mszczonowie, Warszawie i w przeszło 300 innych miastach w Polsce, ocenę zasobów energii geotermalnej dla blisko 500 gmin oraz koncepcję wykorzystania tej energii w gminach, powiatach i województwach.
Od 1998 był również zatrudniony na Uniwersytecie Łódzkim, najpierw jako kierownik Zakładu Geologii Wydziału Biologii i Nauk o Ziemi, a od 1999 jako kierownik Katedry Geologii, Geosynoptyki i Zrównoważonego Rozwoju na tymże wydziale.
Specjalizował się w poszukiwaniu i zagospodarowywaniu złóż kopalin płynnych. Przewodniczący Polskiej Geotermalnej Asocjacji, członek Zarządu Międzynarodowej Geotermalnej Asocjacji, redaktor naczelny dwumiesięcznika Technika Poszukiwań Geologicznych, Geosynoptyka i Geotermia. Propagator idei masowego wykorzystania zasobów energii geotermalnej.

## Ważniejsze, oryginalne prace naukowe i podręczniki
- Budowa geologiczna antykliny Gopła, 1957, Kwartalnik Geologiczny.
- Geologiczna i strukturalna charakterystyka jednostek regionalnych Polski pod kątem poszukiwań bituminów, 1968, Surowce Mineralne, tom 1.
- Rola halokinezy w rozwoju osadów mezozoicznych i kenozoicznych struktury Mogilna i synklinorium moglińsko-łódzkiego, 1966. Wydawnictwa Geologiczne.
- Charakterystyka geologiczna i strukturalna obszaru przedsudeckiego, 1967, Acta Geologica Sudetica, Wydawnictwa Geologiczne.
- Energia geotermalna wielką szansą Podhala, 1984, Problemy nr 8.
- Warunki występowania wód geotermalnych w Polsce i program ich wykorzystania na Podhalu, 1988, TPGGiG, nr 1-2.
- Atlas geosynoptyki naftowej Polski, 1987, Wydawnictwa Geologiczne.
- Geologia regionalna i złożowa Polski, 1990, Wydawnictwa Geologiczne.
- Geosynoptyczny atlas Polski, 1992, Wydawnictwa Geologiczne.
- Prowincje i baseny geotermalne Polski, 1995, PGA.

Jest autorem ponad 200 oryginalnych prac naukowych opublikowanych w czasopismach polskich
i zagranicznych oraz promotorem 6 doktoratów.

## Ważniejsze nagrody i odznaczenia
- 1969 – Nagroda III Wydziału PAN za osiągnięcia naukowe w zakresie geologii,
- 1975 – Złoty Krzyż Zasługi.
- 1978 – Odznaka honorowa „Za zasługi w rozwoju województwa zielonogórskiego”
- 1984 – Nagroda Państwowa zespołowa II stopnia za udział w odkryciu złóż gazu ziemnego na Niżu Polskim.
- 1984 – Złota Odznaka „Zasłużony dla polskiej geologii”
- 1988 – Złota Odznaka honorowa „Za Zasługi dla Ochrony Środowiska i Gospodarki Wodnej”
- 1989 – Nagroda Ministra OSZNiL – za wybitne osiągnięcia twórcze w dziedzinie ochrony środowiska i gospodarki wodnej – za pracę pt. „Atlas geosynoptyki naftowej Polski”.
- 1989 – Złota Odznaka „Zasłużony dla górnictwa PRL”
- 1990 – Krzyż Kawalerski Orderu Odrodzenia Polski
- 1995 – Doroczna Nagroda Prezesa Ligi Ochrony Przyrody w uznaniu całokształtu działań na rzecz wykorzystania energii odnawialnej w Polsce, zakończonego uruchomieniem Zakładu Doświadczalnego w Bańskiej Niżnej i eksploatacja złóż geotermalnych na Podhalu

## Członkostwo w organizacjach naukowych
- od 1957 członek Stowarzyszenia Nauko-Technicznego Inżynierów i Techników Przemysłu Naftowego i Gazowniczego. Były członek zarządów oddziałów: w Pile, Warszawie i w Krakowie.
- od 1957 członek Polskiego Towarzystwa Geologicznego[3]. Przez kadencję członek zarządu głównego.
- od 1971 członek Komisji Geodynamicznej PAN, później członek Komisji Wiertniczej PAN i Komisji Geologicznej PAN.
- 1962–1992: członek Komisji Oceny Projektów Badań Geologicznych w Centralnym Urzędzie Geologii, po likwidacji CUG, w Ministerstwie Ochrony Środowiska, Zasobów Naturalnych i Leśnictwa (od 1985 do 1992 przewodniczący KOPBG)
- 1970-1988 przewodniczący Komisji Oceny Programów i Podręczników dla Szkół Zawodowych przy MOSZNiL.
- od 1992 członek The National Geographic Society, Washington D.C.
- od 1992 członek dożywotni The International Biographical Association, Cambridge CB2 3QP.
- od 1993 członek The International Geothermal Association, Taupe, Nowa Zelandia.
- od 1993 prezydent Polskiej Geotermalnej Asocjacji